# Fédération canine de Turquie
La Fédération canine de Turquie, en turc Köpek Irkları ve Köpek Bilimleri Federasyonu (KIF), est une organisation cynologique turque.

## Description
Créée en 2006, en Turquie, la Fédération canine de Turquie est un membre associé de la Fédération cynologique internationale (FCI) depuis le 14 octobre 2010. Son but est de protéger la cynologie en Turquie et de garantir la pureté et la promotion des quatre races de chiens turques : le berger d'Anatolie (reconnu par la FCI), l'Akbash (reconnu par l'United Kennel Club), le Mastiff d'Anatolie et le Lévrier turc. Elle compte en son sein vingt-cinq associations canines turques. Son siège est à Istanbul et son président actuel est Ümit Özkanal. 